# The Miracle Piano Teaching System
The Miracle Piano Teaching System est un jeu vidéo éducatif sorti en 1990 sur Mega Drive, Nintendo Entertainment System, DOS, Super Nintendo, Amiga et Mac OS. Le jeu a été développé et édité par The Software Toolworks. Il permet d'apprendre les bases du piano en utilisant un clavier MIDI.

## Système de jeu
Le jeu fonctionne à l'aide d'un clavier, qui utilise le protocole de communication MIDI. Les sons sont émis par le clavier et non par la console. 
Le jeu est constitué de sections, de plus en plus difficiles, aux objectifs variés. En cas d'erreur du joueur, le jeu analyse celle-ci et propose une aide lui correspondant.
Dans le jeu se trouve une salle d'entrainement, qui permet de pratiquer sur une centaine de morceaux.

## Réception
Le jeu sort en 1990, à un prix de 500 $. Ce prix inclut le clavier, son alimentation et les câbles.
L'année de sa sortie, il obtient la meilleure note donnée par les testeurs de Nintento.
Malgré un succès critique, ce jeu est un échec commercial à sa sortie, en raison de son coût élevé. De plus, en raison des efforts sur la durée demandés par l'apprentissage du piano, le jeu ne trouve pas son public chez les enfants, qui sont plutôt à la recherche de divertissement.
Selon les critiques de PC Magazine, le jeu  ne permet d'atteindre qu'un niveau de piano élémentaire, une maitrise plus approfondie nécessitant l'apprentissage d'une bonne posture et position des mains, ce qui n'est pas enseigné par le jeu.

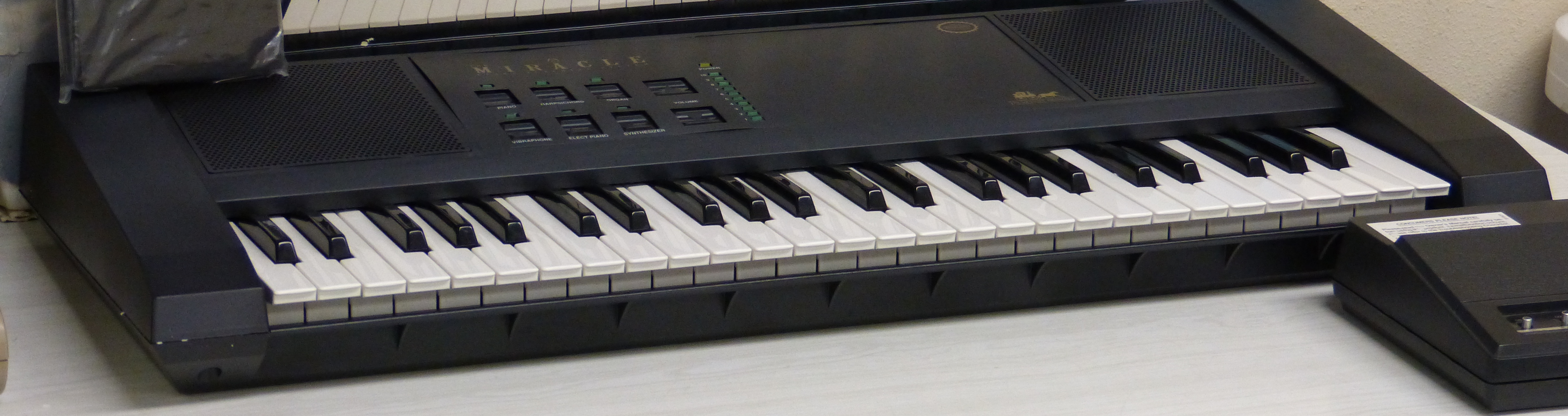
Un clavier Miracle system (édition NES).